# Meredith Garretson
Meredith Garretson, född 27 april 1983, är en amerikansk skådespelare.
Garretson har bland annat medverkat i TV-serierna Resident Alien och The Offer.

## Filmografi (i urval)
- 2021–2024 – Resident Alien (TV-serie)
- 2022 – The Offer (TV-serie)